# Catherine de Thouars
Catherine de Thouars (Nantes, 1er/5 septembre 1201 - v. 1239/1240) est la deuxième fille de Constance, duchesse de Bretagne et comtesse de Richmond et de son troisième époux Guy de Thouars, et la première épouse d'André III, baron de Vitré.

## Famille
Catherine est la deuxième fille de Constance de Bretagne et de Guy de Thouars. Sa mère est morte peu après sa naissance. Catherine avait une sœur jumelle, Marguerite, et leur mère serait morte des suites de l'accouchement,,,,,,,,. Après la mort de sa mère, son père se remarie avec Eustachie de Chemillé, dont il a deux fils, Pierre et Thomas.
Catherine était la demi-sœur cadette d'Aliénor, Mathilde et Arthur, les enfants de Constance et de Geoffroy Plantagenêt, la sœur d'Alix et de Marguerite, et la demi-sœur aînée de Pierre et Thomas de Chemillé, les fils de Guy et d'Eustachie de Chemillé.

## Union et descendance
En 1212, Catherine épousa André III de Vitré, dont le père était un allié de Constance. Le couple eut trois enfants :
- Philippa, épouse de Guy VII de Laval ;
- Eustachie, épouse de Geoffroy Ier Botherel, seigneur de Quintin ;
- Alix, épouse de Foulques de Mathefelon (vers 1200 † vers 1269), seigneur d'Azay.

## Représentation en littérature
Catherine de Thouars est un personnage secondaire du roman Le Poids d’une couronne (légende bretonne) (1867-1868) de Gabrielle d’Étampes et est mentionnée dans le roman Dans l’Ombre du Passé (2020) de Léa Chaillou, où elle donne son nom à la sœur de l’héroïne.